# تساي لون
تساي لون ، كان موظفا في البلاط الملكي الصيني، قدم للامبرطور هويتي في عام 105 ق.م نماذج من الورق. ويظهر الوصف لاختراع تساي لون في تاريخ أسرة هان الرسمية.
تذكر السجلات الصينية أنه كان خصيا وتذكر أيضا أن الامبرطور الصيني كان مسرورا جدا من اختراع تسايلون، وكنتيجة لذك فقد رقيت مرتبته وأعطي لقبا ارستقراطيا وأصبح نتيجة لذلك ثريا ولكن فيما بعد تورط في مؤامرات ومكائد البلاط مما أدى إلى سقوطه، وعندما علم بنبأ خزيه وعاره استحم ثم لبس أفخر ثيابه وشرب السم.

## حياته
ولد تساي لون (蔡伦) في قوييانغ (Leiyang الحديثة اليوم، وهونان) خلال عهد اسرة هان الشرقية. بعد بمثابة الخصي المحكمة من 75 ميلادي، وقال انه نظرا الترقيات عدة في ظل حكم الإمبراطور انه من هان. في 89 م تمت ترقيته مع عنوان شانغ فانغ سي، وهو المكتب المسؤول عن تصنيع الأدوات والأسلحة، وأنه أصبح أيضا قصر العادية المصاحبة (中 常侍) [3] وكان ضالعا في المؤامرة القصر باعتباره مؤيدا للامبراطورة. ضو، وإلى وفاة منافسها رومانسية، حرم الأغنية. [4] وبعد وفاة الامبراطورة ضو في 97 م، أصبح مساعدا للحرم دنغ سوي.
في 105 م، اخترع تساى لتكوين ورقة جنبا إلى جنب مع عملية صناعة الورق—على الرغم من انه قد يكون الفضل في اختراع لشخص من الطبقة الدنيا [5] من أدوات وآلات صناعة الورق في العصر الحديث قد يكون أكثر تعقيدا، لكنها ما تزال تستخدم الأسلوب القديم للأوراق ملبده من الألياف العالقة في المياه، وتجفيف المياه، ومن ثم التجفيف في ورقة رقيقة ومتعقد. [6] للحصول على هذا الاختراع تساى ستكون ذات الشهرة العالمية بعد وفاته، وحتى في عصره كان تعطى تقديرا لاختراعه. قراءة جزء من سيرته الذاتية الرسمية مكتوبة في وقت لاحق في الصين وبالتالي (واد، جايلز الإملائي) :
```
 في كتابات العصور القديمة والنقوش كانت عموما على ألواح من الخيزران أو على قطعة من الحرير يسمى تشيه. لكن الحرير عالي التكلفة والخيزران ثقيل، وأيضاً لم تكن مريحة للاستخدام. ثم بدأت فكرة صنع الورق من لحاء الأشجار، وبقايا من القنب والخرق من القماش، وشباك الصيد. وقيل انه قدم هذه العملية إلى الإمبراطور في السنة الأولى من يوان شينغ [105]، وتلقى الثناء على قدرته. من هذا الوقت، وقد تم استخدام ورقة في كل مكان .
```

كما المذكورة أعلاه، وشملت عملية صناعة الورق استخدام مواد مثل القنب، والنباح، والحرير، وشباك الصيد، وقد فقدت صيغة له بالضبط. الإمبراطور وأعرب عن سروره مع الاختراع ومنح تساى عنوان ارستقراطي وثروة كبيرة.
في 121، ويفترض حرم الأغنية حفيد الإمبراطور هان ومن السلطة بعد وفاة الامبراطورة دنغ تساي وأمر أن يقدم تقريرا إلى السجن. قبل أن يقدم تقريرا، انتحر عن طريق شرب السم بعد الاستحمام وتغيير الملابس في أردية الحرير. [بحاجة لمصدر] والتبجيل في وقت لاحق تساي الجد في العبادة الصينية. فاي تشو من عهد اسرة سونغ في وقت لاحق (960-1279) الذي كتب هيكل في شرف تساي لون نصبت في تشنغدو، حيث كان عدة مئات من الأسر المشاركة في صناعة الورق وسافر على بعد خمسة أميال من جنوب ليأتي والعزاء. [7 ]

## التأثير
انظر أيضا : ورقة وصناعة الورق
مخترع هذا الاختراع مهم للغاية إلى حد ما الوحيد المعروف خارج شرق آسيا. 3 بعد تساى اخترع عملية صناعة الورق في 105، أصبحت تستخدم على نطاق واسع كوسيلة الكتابة في الصين بحلول القرن. [6] وتمكين الصين لتطوير حضارته (من خلال الأدب على نطاق واسع ومعرفة القراءة والكتابة) أسرع بكثير مما كان عليه في وقت سابق مع كتابة مواد (الخيزران والحرير في المقام الأول).
وبحلول القرن 7، انتشرت تقنية صناعة الورق في الصين إلى كوريا وفيتنام، واليابان. [8] وفي عام 751، تم القبض على بعض صناع الورق الصينية من قبل العرب بعد أن هزمت القوات تانغ في معركة نهر طلاس. تقنيات صناعة الورق ثم امتدت إلى الغرب. عندما قدم للمرة الأولى ورقة إلى أوروبا في القرن 12th، انها ثورة تدريجيا على الطريقة التي يمكن من خلالها نشر رسالة خطية من منطقة إلى أخرى. جنبا إلى جنب مع الاتصال بين العرب والأوروبيين أثناء الحروب الصليبية (مع انتعاش أساسيا من الكلاسيكيات اليونانية القديمة مكتوبة)، وساعد على انتشار استخدام ورقة أساس السن المدرسية في أوروبا.

## المصدر
كتاب (الخالدون المئة).